# Каргопольское духовное училище

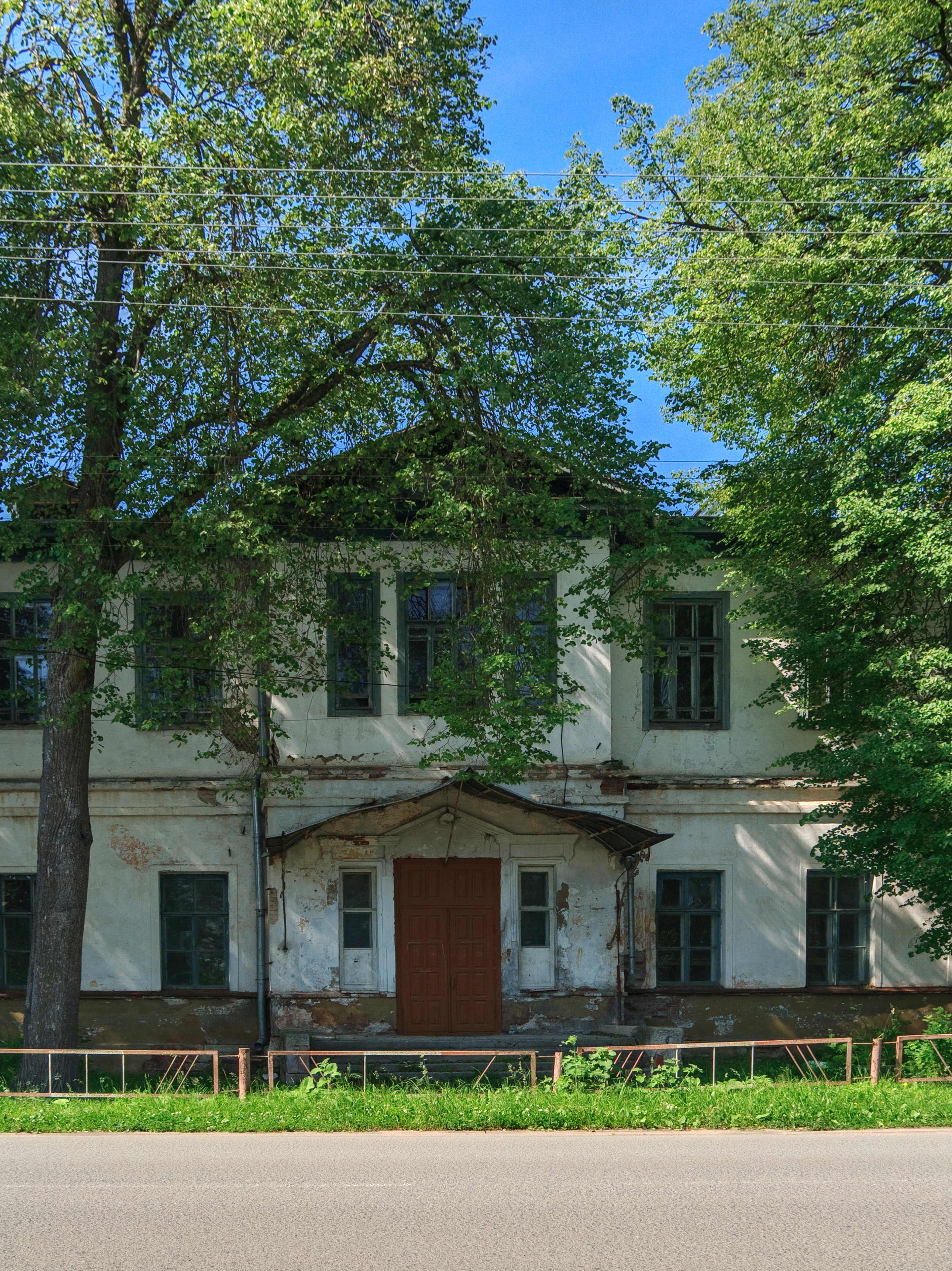
Современный вид здания

Каргопольское духовное училище — начальное специальное учебное заведение Русской Православной Церкви, действовавшее в городе Каргополе, Олонецкой губернии в 1809—1918 годах.

## История
Основано в 1809 году, принято 37 учащихся. Первыми преподавателями училища стали выпускник Кирилло-Белозерского духовного училища Илья Кириллов и выпускник Архангельской семинарии Иоанн Стефанович Нечаев.
Численность учащихся училища в 1856 году составляла 125 человек.
В 1889 и 1890 годах деревянные корпуса, которые занимало училище, сгорели, и встал вопрос о самом его существовании . Однако съезд духовенства высказался за сохранение училища и постановил: «Выстроить на 100 учеников два каменных здания — одно для классов, другое — для общежития». Новый одноэтажный классный корпус был построен в 1894—1896 годах. В его правом крыле находилась домовая церковь во имя св. Александра Ошевенского, освящённая 6 октября 1897 года.
В советский период здание училища, закрытого в 1918 году, было надстроено вторым этажом.

## Ректоры и смотрители
Ректоры
- Оштинский Филипп, протоиерей (1809—1812)
- Нечаев Иоанн Стефанович (1812—1839)
- Попов Виталий Асинкритович (1839—1844)

Смотрители (именование должности руководителя училища с 1844 года)
- Сретенский Александр Мануилович (1844—1852)
- Арефинский Гавриил Семёнович (1853—1854)
- Голубев Иоанн Петрович исправлял должность в 1854 году
- Успенский Фёдор Иванович (1855—1857)
- Сергий (Пётр Мегорский) (1857—1870)
- Попов Александр Иванович (1870—1877)
- Попов Николай Васильевич (1877—1878)
- Михайловский Яков Яковлевич (1878—1883)
- Стручков Фёдор Иванович (1883—1884)
- Покровский Александр Фёдорович (1884—1885)
- Доброхотов Николай Семёнович (1885—1890)
- Надежин Александр Петрович (1890—1895)
- Попов Александр Дмитриевич (1895—1896)
- Ильинский, Василий Николаевич (1896—1903)
- Спасский Александр Николаевич (1903—1914)
- Иоанн (Братолюбов), архимандрит (12 августа 1914 — 28 октября 1915)
- Стефан (Бех), архимандрит (28 октября 1915—1918)

## Преподаватели
Преподавателями за период существования училища работали более 80 человек. В том числе:
- Николай Феофилактович Лесков (в 1897—1908 годах, латинский язык)

## Известные выпускники
- Вениамин (Казанский), митрополит[2]
- Хергозерский, Алексей Никитич (1812—1891) — русский духовный писатель и педагог.
- Преображенский, Александр Георгиевич (1873—1933), священник, краевед[3]
- Троицкий, Иван Егорович (1832—1901) — церковный историк.
- Студитов, Пётр Васильевич (1885—1957) — заслуженный врач Карело-Финской ССР (1943).